# Primära sektorn
I den primära sektorn i en ekonomi används  naturresurser, det vill säga sektorn omfattar jordbruk, fiske, oljeutvinning och naturgas.[källa behövs] Denna sektor är ofta stor i utvecklingsländer.